# Giftiger Schnee
Giftiger Schnee (Originaltitel: A Hatful of Rain) ist ein US-amerikanisches Gesellschaftsdrama von Fred Zinnemann aus dem Jahr 1957. Der Film ist wie viele seiner frühen Arbeiten im halbdokumentarischen Erzählstil gehalten, was seinem Anspruch auf Realitätsnähe zugutekommt.

## Handlung
Der Film handelt von der „G.I Generation“ im New York der frühen 1950er Jahre. Johnny Pope hat im Koreakrieg gedient und wurde dabei schwer verwundet. Um seine Schmerzen zu lindern, wurde er im Militärlazarett mit Morphium behandelt. Diese Behandlung hat ihn abhängig gemacht. Wieder daheim, versucht Johnny, trotz eindeutiger Anzeichen seiner Abhängigkeit, seine Rauschgiftsucht vor seiner schwangeren Frau Celia und seinem ziemlich hilflosen Vater zu verbergen. Johnny hat es schwer, sich im Zivilleben wieder zurechtzufinden. Sein kleiner Bruder Polo versucht, ihm dabei eine Stütze zu sein.
Polo will Johnny unbedingt helfen, und so gibt er dem verzweifelten und um seine Unterstützung bettelnden großen Bruder das nötige Geld, um an Drogen zu kommen. Johnny verschlingt Unmengen davon, und sein Dealer ist sein bester Freund. Schließlich reicht Polos Einkommen nicht mehr aus, und so leiht sich Johnny sogar Geld vom Dealer. Als der Teufelskreis immer dramatischere Formen annimmt, offenbart sich Johnny seiner Frau und seinem Vater. Dies scheint der erste Hoffnungsschimmer, dass er sich seine Abhängigkeit eingesteht und dass er dringend Hilfe braucht. Johnny will sein Leben ab sofort von Grund auf ändern.

## Hintergrund
Die Vorlage zu dem Film lieferte einer der drei Drehbuchautoren, Michael V. Gazzo. Vom 9. November 1955 bis zum 13. Oktober 1956 lief sein Stück A Hatful of Rain mit großem Erfolg an zwei Theatern am Broadway. In insgesamt 398 Vorstellungen konnte man dort Ben Gazzara als Johnny Pope und Shelley Winters als dessen Frau Celia sehen. Anthony Franciosa und Henry Silva verkörperten auch in der Verfilmung jene Charaktere, die sie bereits am Broadway gespielt hatten.
Der Film entstand Anfang 1957 in den Studios der 20th Century Fox in Century City sowie in den Straßen von New York. Die Filmbauten stammten von Lyle R. Wheeler und Leland Fuller. Das Lied Birdland Blues komponierte Lionel Newman. Giftiger Schnee wurde am 17. Juli 1957 in New York uraufgeführt. Am 27. September 1957 lief der Film in den deutschen Kinos an. Er war für drei Golden Globes (Fred Zinnemann, Eva Marie Saint, Anthony Franciosa) und einen Oscar (Anthony Franciosa für die Beste Hauptrolle) nominiert. Bei den Filmfestspielen von Venedig wurde Zinnemann 1957 gleich zweimal ausgezeichnet. Franciosa erhielt dort eine Coppa Volpi.

## Kritiken
Das Lexikon des Internationalen Films urteilte: „Bewegendes Drama, realistisch inszeniert und überdurchschnittlich dargestellt. Anspruchsvolle Unterhaltung.“ Das große Personenlexikon des Films nannte Giftiger Schnee ein „bedrückende[s] Drogendrama“. Don Murrays schauspielerische Leistung würdigte sie als „eine packende und zugleich schaudern machende Studie eines Junkies“.
In Halliwell’s Film Guide heißt es: „One of the first drug dramas. Straightforward: well acted, and quite powerful.“ Der Movie & Video Guide befand: „Realistic melodrama of the living hell dope addict Murray undergoes, and the effect on those around him; fine performances.“